# Camaquã (Porto Alegre)
Camaquã é um bairro da zona sul da cidade brasileira de Porto Alegre, capital do estado  do Rio Grande do Sul. Foi criado pela lei 2022 de 7 de dezembro de 1959.

## História[1]
O nome do bairro foi uma homenagem a um antigo comerciante de Porto Alegre, morador do bairro vizinho Tristeza.
Desde sua oficialização o bairro Camaquã conta com a ativa Associação dos Moradores do Bairro Camaquã, que reuniu esforços para a realização de projetos como a criação de mais escolas e espaços de lazer.

## Características atuais

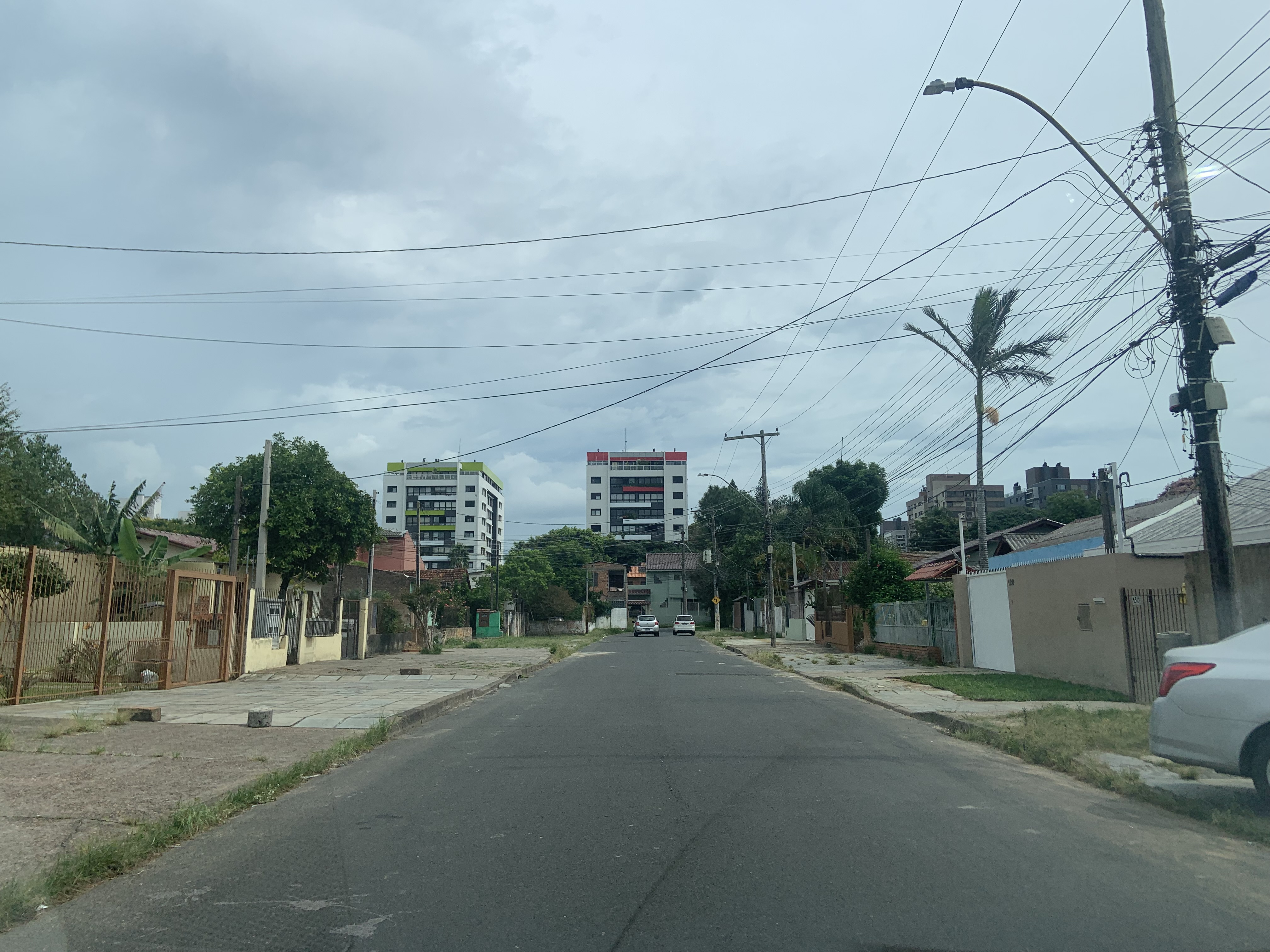
Rua Alarico Ribeiro, no bairro Camaquã.

Com a exceção de suas avenidas, o Camaquã possui ruas bem calmas em seu interior. Predominantemente residencial, apresenta muitas casas, bem como condomínios horizontais e edifícios de três andares, em média. Em termos de comércio e serviços, é também bem estruturado, além de ser bem servido de transporte público, por diversas linhas de ônibus urbanos e lotações.

### Pontos de referência
- Colégio Adventista de Porto Alegre[3]
- Foro Regional Tristeza
- Praça Potty

## Limites atuais
Ponto inicial e final: encontro da Rua Coronel Massot com a Rua Germano Aduíno Toniolo; desse ponto segue pela Rua Germano Aduíno Toniolo até a Rua General Rondon, por essa até a Rua Marechal Hermes, por essa até a Rua Doutor Pereira Neto, por essa até a Rua Álvaro Guterres, por essa e seu prolongamento até o limite Parque Natural do Morro do Osso, ponto de coordenadas E: 276.741; N: 1.667.005; segue pelo limite desse parque até o ponto de coordenadas E: 277.374; N: 1.667.277, localizado junto à Diretriz quatro mil quinhentos e sessenta e oito (4568), via projetada pelo Plano Diretor; desse ponto segue por uma linha reta e imaginária até o encontro da Rua Coronel Hilário Pereira Fortes com a Rua Dante Gabriel Guimaraens, por essa até a Estrada -Vila Maria, por essa até o Beco D Vila Maria, por este até a Rua Jardim Violeta, por essa até a Rua Liberal, por essa até a Rua João Mora, por essa até a Rua Doutor Pereira Neto, por essa até a Rua Sílvio Silveira Soares, por essa até a Rua José Domingos Varella, por essa até a Rua Coronel Massot, por essa até a Rua Germano Aduíno Toniolo, ponto inicial.
Seus bairros vizinhos são: Cristal, Tristeza e Cavalhada.

## Lei dos limites de bairros- proposta 2015-2016
No fim do ano de 2015, as propostas com as emendas foram aprovadas pela câmara de vereadores de Porto Alegre. Em relação aos limites atuais, há algumas alterações como por exemplo a anexação da região da Rua Chico Pedro ao bairro Cristal, no qual já tinha o maior pertencimento. 
Ponto inicial e final: encontro da Rua Cel. Massot com a Rua Germano
Aduíno Toniolo. Desse ponto segue pela Rua Germano Aduíno Toniolo até a
Rua Gen. Rondon, por essa até a Rua Marechal Hermes, por essa até a Rua
Álvaro Guterres, por essa e seu prolongamento até o limite Parque Natural do
Morro do Osso, ponto de coordenada 00000. Segue pelo limite desse parque
até o ponto de coordenada 00000 localizado junto à via projetada pelo Plano
Diretor (Diretriz 4568). Deste ponto, segue por uma linha reta e imaginária até o
ponto de coordenada 00000 localizado no encontro da Rua Coronel Hilário
Pereira Fortes com a Rua Dante Gabriel Guimaraens, por essa até a Estrada
Vila Maria, por essa até o Beco D Vila Maria, por este até a Rua Liberal, por
essa até a Rua João Mora, por essa até a Rua Doutor Pereira Neto, por essa
até a Rua Sílvio Silveira Soares, por essa até a Rua José Domingos Varella,
por essa até a Rua Coronel Massot, por essa até a Rua Germano Aduíno
Toniolo, ponto inicial.